# Vellemoz
Vellemoz é uma comuna francesa na região administrativa de Borgonha-Franco-Condado, no departamento de Alto Sona. Estende-se por uma área de 4,2 km². Em 2010 a comuna tinha 83 habitantes (densidade: 19,8 hab./km²).